# آویمیموس

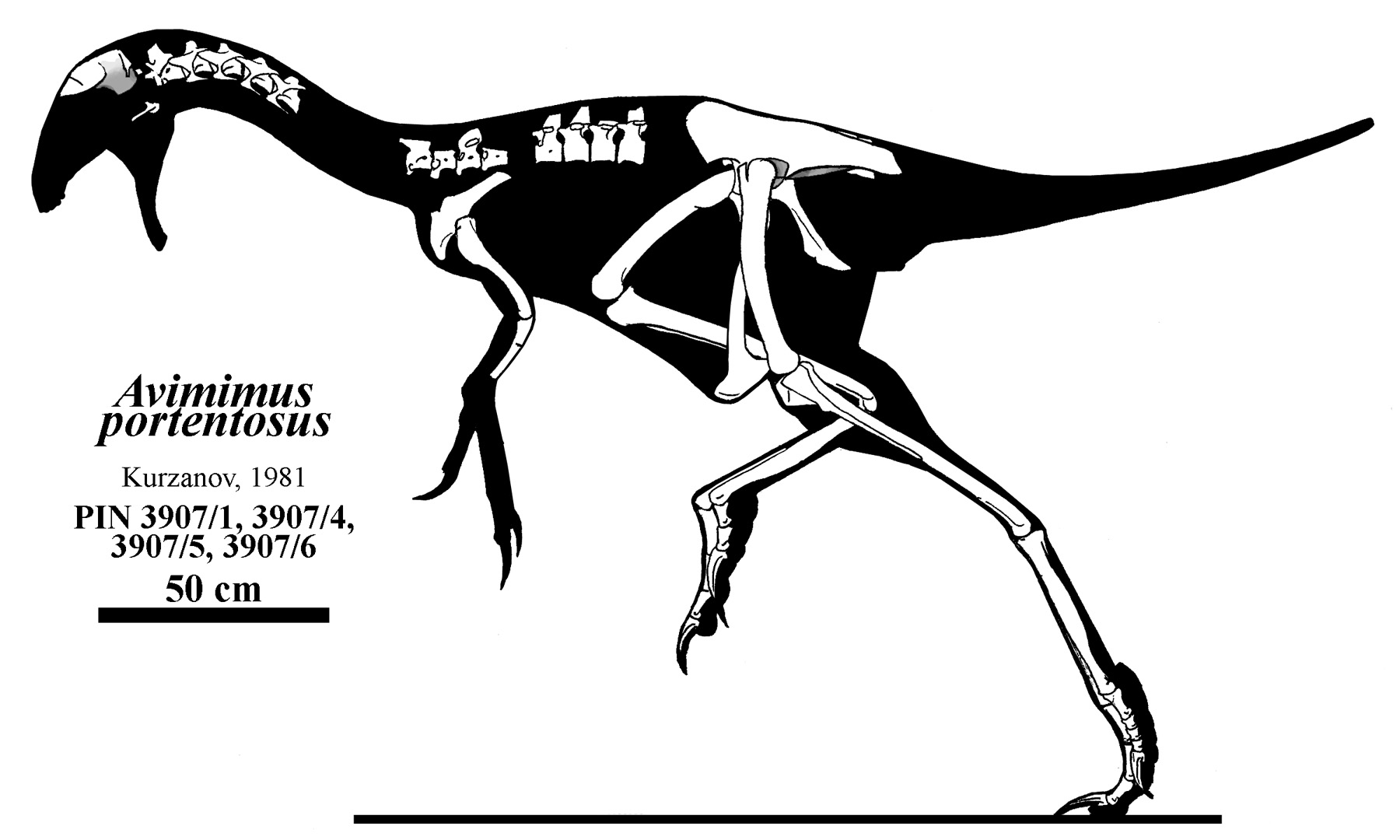
نگاره ای از آویمیموس

آویمیموس (Avimimus) دایناسوری به ارتفاع یک و نیم متر بوده‌است، که از حیوانات کوچک، تخم دیگر دایناسورها، حشرات و برخی موارد از گیاهان تغذیه می‌نموده است. زیستگاه این دایناسور در مغولستان امروزی و حدود هشتادو پنج میلیون سال پیش بوده است.